# Coleophora flavogrisea
Coleophora flavogrisea é uma espécie de mariposa do gênero Coleophora pertencente à família Coleophoridae.